# Troisième raid sur Banu Thalabah
Troisième raid sur Banu Thalabah se déroula en septembre, 627AD, 6e mois de 6AH du calendrier Islamique
En Jumada Ath-Thania, Zaid en tant que commandant de 15 hommes lança un raid sur Bani Tha‘labah et s’empara de 20 de leurs chameaux mais les membres de la tribu s’enfuirent. Il passa quatre jours là-bas et ensuite retourna à Medina.
Le Premier Raid sur Banu Thalabah s’était déroulé deux mois plus tôt,.